# Sanford Stadium
Sanford Stadium é um estádio localizado em Athens, Geórgia, Estados Unidos, é a casa do time de futebol americano universitário do Georgia Bulldogs da Universidade da Geórgia.
Com 92 746 lugares, é o 15º maior estádio do mundo em capacidade.
Recebeu esse nome em homenagem a Dr. Steadman Vincent Sanford.
Recebeu a final do futebol masculino e feminino nos Jogos Olímpicos de Verão de 1996.